# آر. بيري بيفر
آر. بيري بيفر هو لاعب كرة قدم أمريكية وسياسي أمريكي، ولد في 13 ديسمبر 1938 في موسكوجي في الولايات المتحدة، وتوفي في 11 يوليو 2014.